# Karim Touzani
Karim Touzani (Amsterdam, 11 september 1980) is een voormalig Nederlands-Marokkaans profvoetballer. Hij speelde gedurende zijn carrière voor FC Utrecht, FC Twente, Aberdeen FC en Sparta Rotterdam.

## Carrière
In de jeugd speelde hij bij RKSV DCG, AFC Ajax voor hij zijn debuut in het profvoetbal maakte bij FC Utrecht.
Daar leek hij een mooie toekomst te hebben tot hij op de training van 29 november 2002 na een botsing met Dirk Kuijt een dubbele beenbreuk opliep. Hoewel daar normaal gesproken een half jaar revalidatie voor staat, zou hij door een experimentele operatie pas op 26-1-2004 zijn rentree maken. In deze wedstrijd tegen Feyenoord kreeg hij na een schwalbe van Danko Lazović echter meteen de rode kaart. Door alle rampspoed heeft hij zijn niveau niet meer kunnen halen en besloot hij een nieuwe start te maken en wel bij FC Twente. 
Na 2 seizoenen stapte hij over naar de Scottish Premier League om te gaan spelen voor Aberdeen FC.
Daarna volgende nog 3 jaren bij Sparta Rotterdam, waarna hij besloot zijn carrière te beëindigen.
Hij heeft als verdediger niet veel gescoord, maar opmerkelijk genoeg heeft hij zijn eerste doelpunt bij zowel FC Utrecht (tevens zijn enige) als FC Twente gescoord tegen de club, waar hij zijn jeugdopleiding genoot, nl. AFC Ajax.

## Statistieken

### Club
| Seizoen | Club             | Duels | Goals | Competitie     |
| ------- | ---------------- | ----- | ----- | -------------- |
| 1999/00 | FC Utrecht       |       | 1     | Eredivisie     |
| 2000/01 | FC Utrecht       | 27    | 0     | Eredivisie     |
| 2001/02 | FC Utrecht       | 17    | 0     | Eredivisie     |
| 2002/03 | FC Utrecht       | 12    | 0     | Eredivisie     |
| 2003/04 |                  |       |       |                |
| 2004/05 | FC Twente        | 19    | 2     | Eredivisie     |
| 2005/06 | FC Twente        | 2     | 0     | Eredivisie     |
| 2006/07 | Aberdeen FC      | 11    | 0     | Premier League |
| 2007/08 | Aberdeen FC      | 14    | 1     | Premier League |
| 2008/09 | Sparta Rotterdam | 8     | 0     | Eredivisie     |
| 2009/10 | Sparta Rotterdam | 7     | 0     | Eredivisie     |
| 2010/11 | Sparta Rotterdam | 5     | 0     | Eerste divisie |
| Totaal  | Totaal           | 135   | 4     |                |

### Interlands
Nederland –21 
| Datum      | Tegenstander | Uitslag | Goals | Competitie               |
| ---------- | ------------ | ------- | ----- | ------------------------ |
| 05-10-2001 | Slovenië     | 1–0     | 0     | Oefenwedstrijd           |
| 14-08-2001 | Engeland     | 0–4     | 0     | Oefenwedstrijd           |
| 24-04-2001 | Cyprus       | 4–2     | 0     | Kwalificatie EK -21 2002 |
| 10-10-2000 | Portugal     | 1–1     | 0     | Kwalificatie EK -21 2002 |